# Achaeus anauchen
Achaeus anauchen is een krabbensoort uit de familie van de Inachidae. De wetenschappelijke naam van de soort is voor het eerst geldig gepubliceerd in 1939 door Alida Buitendijk.
Deze soort komt voor in de Indonesische Archipel. Ze werd verzameld tijdens de Snellius-expeditie naar Nederlands-Indië in 1929-30.